# Migração nordestina no Brasil

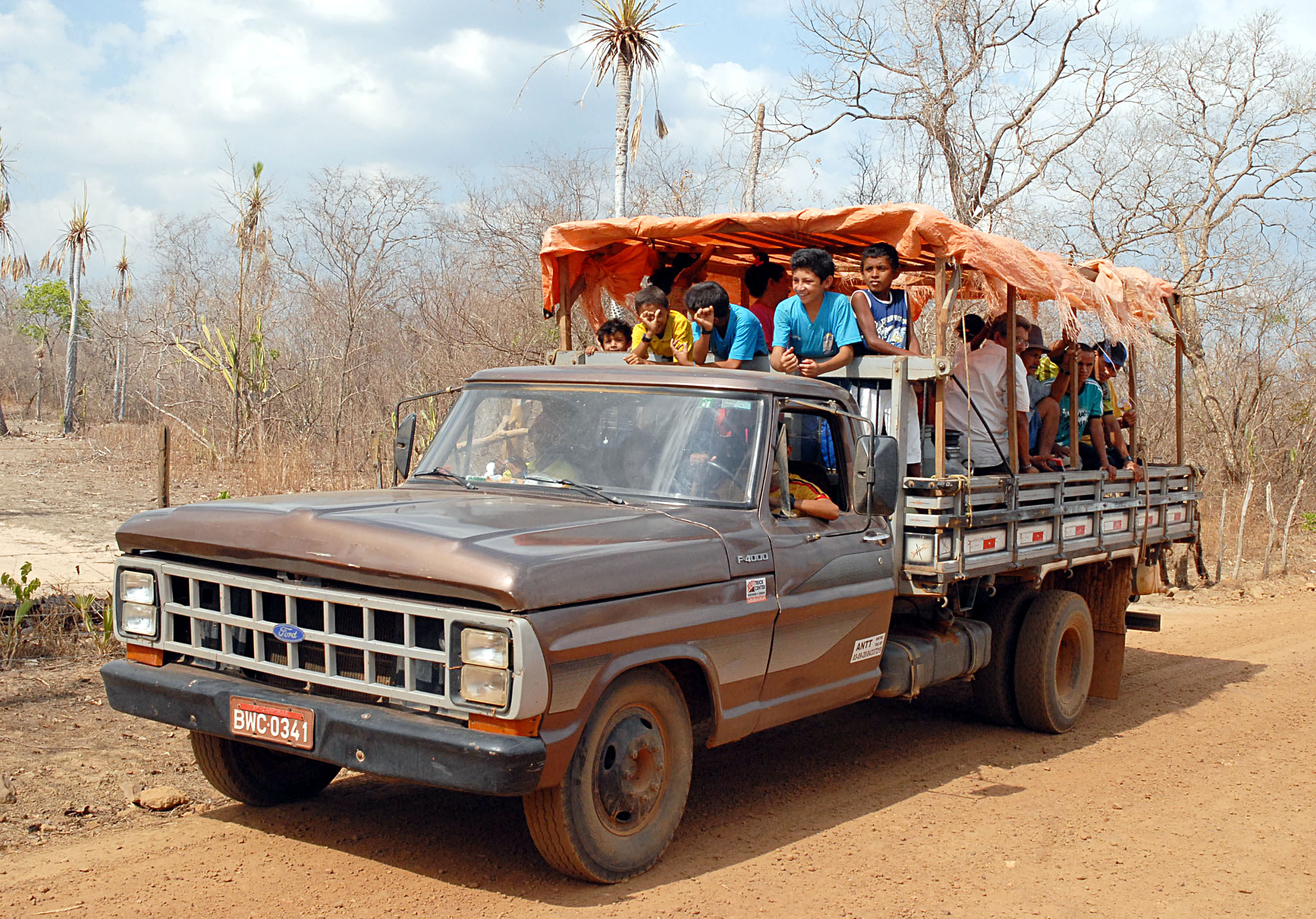
Cena do interior do Nordeste do Brasil. Aqui, moradores do município de Caraúbas do Piauí são transportados numa camionete ao estilo pau de arara.

Migração nordestina ou êxodo nordestino refere-se a um processo migratório secular de populações oriundas da região nordeste do Brasil para outras partes do Brasil, em especial, para o centro-sul. Esse movimento migratório teve e tem grande relevância na história da migração no Brasil, desde a época do Império.
A estagnação econômica, as constantes secas, em contraste com a prosperidade econômica de outras regiões do Brasil, foram fatores determinantes no início do processo migratório nordestino. Com o início do "Primeiro Ciclo da Borracha" em 1879, os nordestinos migraram para a região da Amazônia, fato que se repete com o "Segundo Ciclo da Borracha" durante a Segunda Guerra Mundial. Com o auge da industrialização do Brasil, entre as décadas de 1950 e 1970, a migração nordestina para a região Sudeste, em especial para os estados de São Paulo e Rio de Janeiro, foi intensa, tornando as capitais destes estados (São Paulo e Rio de Janeiro) grandes polos de atração para essas populações.
Com o declínio do crescimento industrial do Sudeste, a partir do final dos anos 1980, a migração nordestina para São Paulo e Rio de Janeiro diminuiu consideravelmente. Entre as décadas de 1980 e 1990, a migração polinucleada tornou-se mais evidente, registrando-se também migrações para a região do Distrito Federal e, mais uma vez, para a região amazônica.[carece de fontes?]

## Causas

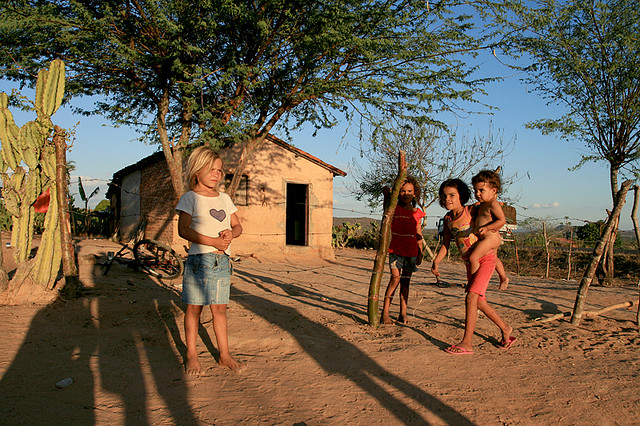
No sertão nordestino ainda existem vítimas das estiagens, que são constantes. Os estados com maior concentração de pobreza extrema são Maranhão, Alagoas e Piauí.

O forte processo de desenvolvimento econômico, movido sobretudo pela industrialização do período 1930-1980 do sudeste, em especial São Paulo,  graças à acumulação cafeeira desde o século XIX e à  políticas protecionistas e de substituição de importações que relativamente favoreceram a região. Em oposição, a região nordeste, ainda mantinha características antigas: agricultura atrasada e pouco diversificada, economia estagnada, grandes latifundiários, concentração de renda e uma indústria pouco diversificada e de baixa produtividade; além do fenômeno natural de secas constantes (ver: Polígono das secas). As distintas características dessas duas regiões, além de  acentuar as desigualdades regionais, formaram um cenário propício à migração nordestina, em especial às áreas urbanas.
Outro fator que contribuiu para o aumento do fluxo migratório nordestino nesse período foi a construção de Brasília, no centro-oeste, que atraiu grandes grupos populacionais para trabalhar nas obras da então nova capital federal do Brasil.

## Fluxos migratórios
| Posição | Unidade federativa | População Nordestina (2010) |
| ------- | ------------------ | --------------------------- |
| 1       | São Paulo          | 4.628.959                   |
| 2       | Rio de Janeiro     | 1.149.692                   |
| 3       | Pará               | 724.901                     |
| 4       | Goiás              | 676.064                     |
| 5       | Distrito Federal   | 602.104                     |
| 6       | Minas Gerais       | 384.659                     |
| 7       | Tocantins          | 228.941                     |
| 8       | Mato Grosso        | 204.422                     |
| 9       | Paraná             | 200.074                     |
| 10      | Espírito Santo     | 197.558                     |
| 11      | Rondônia           | 122.335                     |
| 12      | Mato Grosso do Sul | 108.556                     |
| 13      | Roraima            | 91.029                      |
| 14      | Amazonas           | 87.846                      |
| 15      | Santa Catarina     | 59.273                      |
| 16      | Amapá              | 38.854                      |
| 17      | Rio Grande do Sul  | 30.634                      |
| 18      | Acre               | 12.958                      |

### Amazônia
No ano de 1877 o nordeste brasileiro sofria com as consequências da seca. Muitos nordestinos, principalmente do Ceará, foram estimulados a migrarem para a Amazônia, para assim trabalharem na extração do látex. Este destino de migração foi ainda popular  durante a seca de 1915, conforme escreveu Rachel de Queiroz no romance O Quinze.
A migração para a chamada "Terra da Fartura", foi sempre estimulada com o aval dos governos estaduais nordestinos, porém com os Acordos de Washington assinados por Getúlio Vargas em 1943, esta passou a ser estimulada e organizada pelo Governo Federal. O órgão responsável por este movimento migratório foi Serviço Especial de Mobilização de Trabalhadores para a Amazônia ou mais conhecido como SEMTA. Calcula-se que mais de 60.000 pessoas migraram para a região amazônica para trabalharem como Soldados da Borracha.[carece de fontes?]

### Centro-sul
Devido principalmente ao problema da exploração social e do trabalho na economia rural nordestina, relacionada e eventualmente justificada pela seca, somados com a grande oferta de empregos de outras regiões principalmente nas décadas de 1960, 1970 e 1980, em especial na região Sudeste, verificou-se um pronunciado fluxo migratório de parte da população nordestina para outras regiões do país. A migração de nordestinos para o Estado de São Paulo teve início antes da metade do século XIX basicamente fundamentada na industrialização paulista e na diferença do desenvolvimento dos estados.
Na década de 1990, entretanto, devido às crises econômicas e à saturação dos mercados de várias grandes cidades, surgiu um problema generalizado de aumento do desemprego, de queda da qualidade da educação e redução gradativa da renda (aliada a sua histórica distribuição desigual). Isto fez com que parte da população de origem nordestina e de seus descendentes, os quais antes haviam migrado pela falta de recursos, mantivessem uma baixa qualidade de vida. Por causa da visão espelhada nas décadas anteriores, o falso ideal imaginário que se formou em relação à região Sudeste é da promessa de uma qualidade de vida melhor, de fácil oportunidade de emprego, salários mais altos, entre outros; iludido por esse sonho, quando um nordestino migra para o Sudeste em busca de uma melhoria na qualidade de vida, acaba encontrando o contrário, além de sofrer preconceito social no dia-a-dia.[carece de fontes?]

#### São Paulo
A migração nordestina para o estado de São Paulo pode ser dividida em dois fluxos intensos que compreendem as décadas de 1930 a 1950 (essencialmente rural) e a década de 1950 até os dias atuais (essencialmente urbana). A partir da década de 1930, o fluxo maciço de imigrantes europeus para São Paulo diminuiu. Ao mesmo tempo, o governo assumiu um tom nacionalista e iniciou-se uma transferência de pessoas do Nordeste, onde havia crise econômica, excedente populacional e escassez de recursos, para o centro-sul, onde a situação era inversa.
Assim como ocorreu com os imigrantes europeus no início do século, o primeiro fluxo da migração do norte de Minas e do Nordeste para São Paulo está relacionado com a vinda de trabalhadores para fazendas que produziam principalmente algodão e café e, em menor quantidade, o plantio de cana-de-açúcar. O trabalho estava relacionado à produção destas culturas agrícolas e também com a abertura de matas ligadas com o surgimento de novas fazendas e preparação da terra para o plantio ou para a pecuária.
Porém, a partir de 1951, o fluxo migratório nordestino mudou de rota, saindo do interior de São Paulo e se dirigindo para a região metropolitana da capital paulista. No período pós-guerra, incentivada pela política de industrialização e pela Lei 2/3, que estabelecia uma cota mínima de trabalhadores nacionais, a migração nordestina se tornou essencialmente urbana. Ela forneceu a mão de obra necessária ao desenvolvimento urbano e industrial do Brasil, constituindo uma massa de trabalhadores de reserva, o que possibilitou manter a despesa com a mão de obra em níveis baixos.
Após 1980, também houve uma migração para o meio rural, relacionado à intensificação do plantio de cana-de-açúcar estimulada com a política do Pró-álcool, principalmente para a região de Ribeirão Preto e Franca Esta migração é considerada uma migração temporária, pois depende do ciclo da safra da cana. Os trabalhadores vêm no início da safra, residem nas cidades perto das usinas de açúcar e álcool, mas retornam à sua cidade de origem assim que a safra termina.
A migração interna no Brasil possuiu dois fluxos que foram de 1935 a 1939 e de 1939 a 1950. A criação do ITM – Inspetoria de Trabalhadores Migrantes – e os acontecimentos do Estado Novo marcam a divisão deste período. A principal mudança foi o agenciamento de trabalhadores por parte do Estado e a diminuição de agências de migração de trabalhadores (privadas). De acordo com relatórios da Secretaria da Agricultura do Estado de São Paulo, entre 1935 a 1939 tinha preferência para as agências de migração famílias compostas por três pessoas aptas a trabalhar com idade entre 12 e 55 anos. Porém existiam outras cláusulas que possibilitavam a migração de outros parentes e agregados, não importando o sexo, idade e estado civil, ou poderia migrar o trabalhador avulso. O migrante apto ao trabalho na lavoura na condição de parente, agregado ou avulso recebia uma quantia de subsídio menor– R$ 25.000 (vinte e cinco mil réis), enquanto as famílias recebiam Rs 60.000 (sessenta mil réis).
Conforme dados da Secretaria da Agricultura de São Paulo, no ano de 1937 passaram 72.144 nordestinos pela Hospedaria dos Imigrantes. Destes, 1.379 foram chamados por agências de migração e 10.639 foram matriculados na Hospedaria como migrantes espontâneos. A industrialização da década de 1930 com as políticas do Estado Novo e posteriormente as políticas desenvolvimentistas concentraram o desenvolvimento industrial em um único polo, o estado de São Paulo. O subsídio do governo para migrantes e a concentração econômica industrial foram importantes para o aumento do número de trabalhadores espontâneos que através de redes sociais, seja membros da família ou conhecidos, vieram para o estado de São Paulo. Contudo, durante 1935 a 1939 a Secretaria da Agricultura distribuía os migrantes para o interior do estado, mas depois de 1939 muitos migrantes eram destinados à capital e posteriormente houve uma migração mais intensa de moradores do interior do estado para a capital, São Paulo.
Na revista especial lançada em 2008 sobre o centenário de Penápolis está registrado que 50,95% dos trabalhadores que a cidade recebeu entre 1936 e 1940 vieram do estado da Bahia. De acordo com a mesma revista e as informações do censo do IBGE de 1970, entre os dados mais relevantes do número de pessoas não naturais está 11.255 do próprio estado de São Paulo, 821 vindos da Bahia, 604 de Minas Gerais, 426 vindos do exterior. Nesta revista é apresentado os dados do censo demográfico de 1925,dos imigrantes 5,9% eram italianos, 2,9% espanhóis, 1,1% portugueses e 2,9% de outros países.

#### Rio de Janeiro

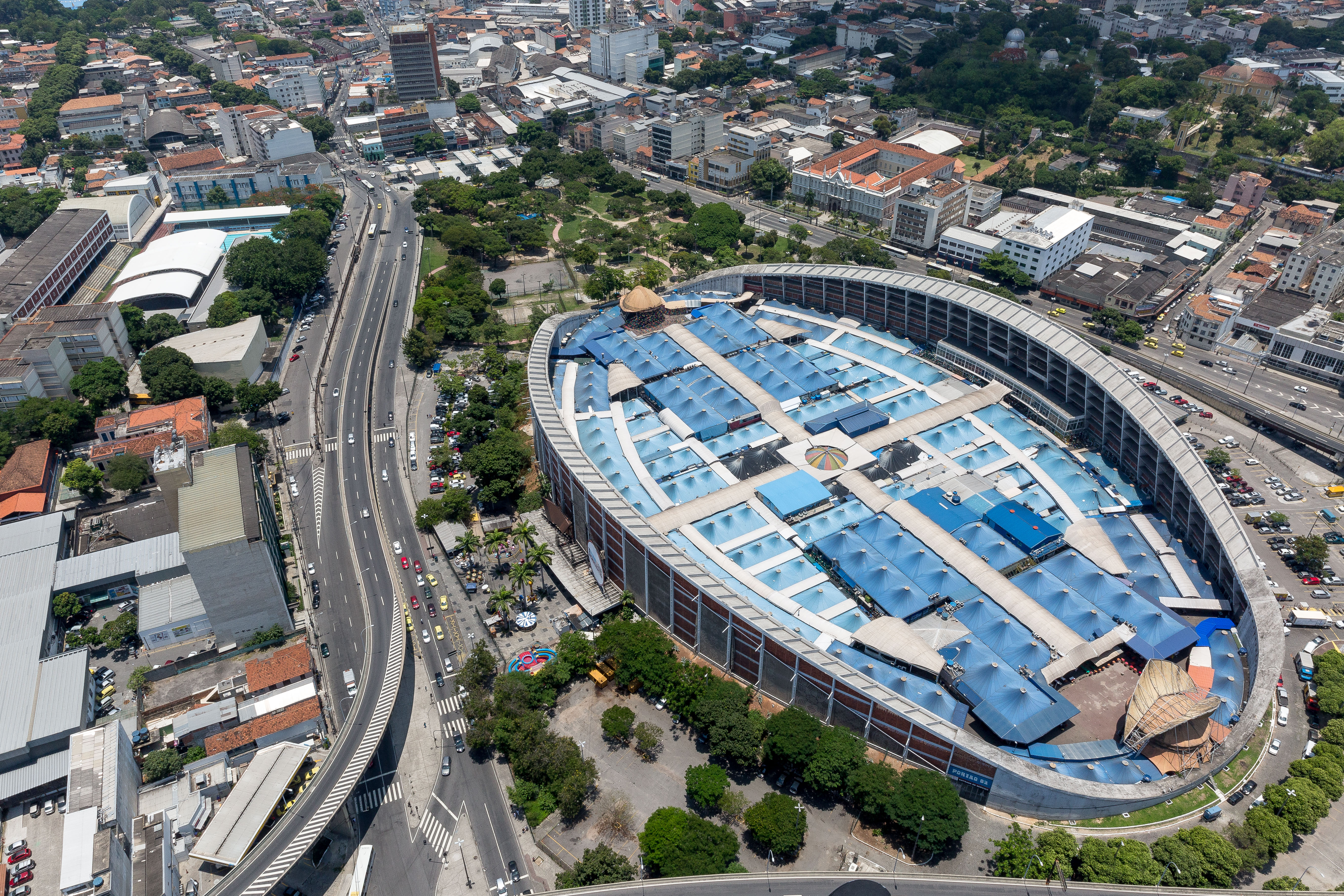
Fotografia aérea do Centro Luiz Gonzaga de Tradições Nordestinas, no Rio de Janeiro.

A migração nordestina para o estado do Rio de Janeiro se concentrou da região metropolitana fluminense, e se deu continuamente a partir da década de 1950. No auge da industrialização, entre as décadas de 1960 e 1980, passaram a migrar para a região Sudeste em busca de melhores condições de vida e trabalho. Com a melhoria estrutural de outras regiões do país, e os problemas resultantes da superpopulação nas grandes cidades, a migração nordestina diminuiu consideravelmente. Embora Rio de Janeiro e São Paulo continuem sendo importantes polos de atração, a migração "polinucleada" ganhou contornos mais acentuados.

### Tendências atuais
Nos últimos anos, o movimento tradicional de emigração da região Nordeste tem se reduzido e eventualmente tem  se invertido . Segundo o estudo "Nova geoeconomia do emprego no Brasil", da Universidade de Campinas (Unicamp), os estados do Ceará, Paraíba, Sergipe e Rio Grande do Norte receberam mais migrantes entre 1999 e 2004 do que enviaram para outras regiões. O estado da Paraíba, segundo a mesma pesquisa, foi o exemplo mais radical da transformação por que tem passado os padrões migratórios na região: inverteu o padrão migratório do saldo negativo de 61 mil pessoas para o saldo positivo de 45 mil. Em todos os outros estados que continuam a contar com um saldo migratório negativo, o número de migrantes diminuiu no mesmo período analisado: no Maranhão, diminuiu de 173 mil para 77 mil; em Pernambuco, de 115 mil para 24 mil; e na Bahia, de 267 mil para 84 mil.
Segundo dados da Pesquisa Nacional por Amostra de Domicílio (Pnad) de 2009, divulgados pelo IBGE, Pernambuco foi o estado nordestino com maior taxa de retorno de migrantes, seguido por Rio Grande do Norte e Paraíba. Alguns especialistas indicam que fluxo migratório teve substancial redução com os investimentos do governo federal na região, que de fornecedora de mão-de-obra passou a empregá-la.

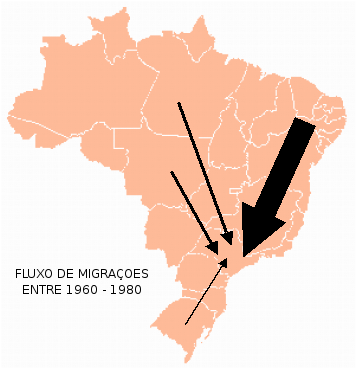
Décadas de 1960 a 1980.
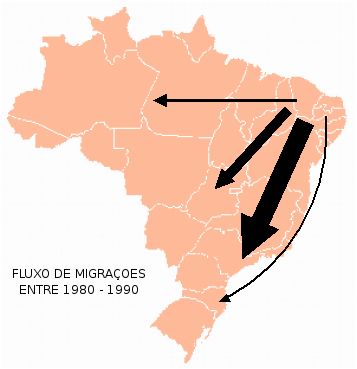
Décadas de 1980 a 1990
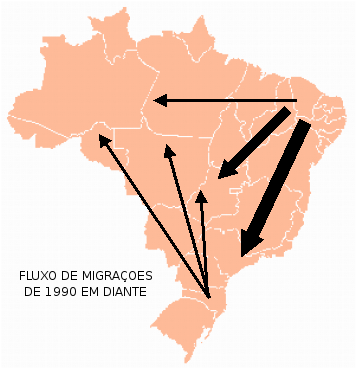
Década de 1990

## Discriminação e preconceito
Preconceitos de cunho social e racial acompanharam a migração nordestina no centro-sul do país. Em decorrência de sua pobreza material original e das condições pouco favoráveis encontradas no destino, restou aos migrantes nordestinos ocupar as áreas pobres e de periferia dos centros urbanos. A partir da década de 1950, a falta de moradias e os aluguéis caros obrigavam os migrantes a ocuparem áreas periféricas, onde adquiriam lotes à prestação e erguiam moradias com as próprias mãos e com recursos próprios.
Os nordestinos que chegaram no pós-guerra encontraram um ambiente bem menos favorável à ascensão social que os imigrantes europeus que chegaram à São Paulo no início do século XX. Quando a migração nordestina aumentou, as fronteiras da sociedade industrial já estavam devidamente marcadas e as oportunidades de mobilidade já eram mais restritas. Os imigrantes europeus em São Paulo já haviam ocupado os cargos qualificados e semi-qualificados dos postos de trabalho, restando aos nordestinos as profissões subalternas e não qualificadas.
Do ponto de vista racial, a maioria dos migrantes nordestinos que chegavam eram mulatos ou mestiços acaboclados, de estatura baixa, pobres e analfabetos, ou semi-analfabetos. Em um país como o Brasil onde, até os dias atuais, o padrão branco europeu é o mais valorizado, a presença maciça de nordestinos pobres e mestiços em São Paulo faz com que esse grupo seja percebido como o responsável pela pobreza, violência, pelo desemprego e pela degradação das condições de vida na cidade.
O sociólogo Antônio Sérgio Guimarães compara o racismo antinordestino em São Paulo à xenofobia contra imigrantes existente atualmente na Europa. Em pesquisa em bairros de classe-média baixa de tradicional imigração europeia da capital paulista, o sociólogo se deparou com a naturalidade com que os "nativos", muitos deles descendentes de europeus, expressavam seu preconceito contra nordestinos, os quais são chamados invariavelmente de "baianos", mesmo que sejam de outros estados do Nordeste.
Um caso que ganhou repercussão na mídia brasileira foi o da estudante de direito Mayara Petruso. Em 2010, após a eleição de Dilma Rousseff como presidente, que obteve maioria dos votos no Nordeste, Petruso publicou a seguinte mensagem em uma rede social: “Nordestino [sic] não é gente. Faça um favor a SP: mate um nordestino afogado”. Processada, foi condenada pela Justiça Federal de São Paulo a uma pena de um ano, 5 meses e 15 dias de prisão, que foi convertida em prestação de serviços comunitários e pagamento de multa.

### Bibliográficas
- Trabalho apresentado no VI Congresso Luso-Afro-Brasileiro de Ciências Sociais. Comunicação em sessão especializada: Migração e Diáspora. Setembro de 2000. Da pesquisadora Helenilda Cavalcanti da Fundação Joaquim Nabuco / Instituto de Pesquisas Sociais / Área Temática: Cultura e Identidade.
- FERRARI, Monia - A migração nordestina para São Paulo no segundo governo Vargas (1951-1954) – Seca e desigualdades regionais.
- OLIVEIRA, Luiz Antonio Pinto de; OLIVEIRA, Antonio Tadeu Ribeiro de (Orgs.). Reflexões sobre os deslocamentos populacionais no Brasil. RJ: IBGE (Estudos & Análises. Informação demográfica e socioeconômica 1). 2011.